# Innlandet
Innlandet is een fylke ('provincie') van Noorwegen met Hamar als hoofdstad.
De provincie ontstond op 1 januari 2020 als gevolg van de bestuurlijke herindeling van het land. Hierbij fuseerden de provincies Hedmark en Oppland tot één fylke. Het is qua landoppervlakte de grootste provincie van het land. In het noorden grenst ze aan Trøndelag en aan Møre og Romsdal, in het westen aan Vestland en in het zuiden aan Akershus en Buskerud. 
De toekomst van de fusieprovincie is onzeker. Na het aantreden van de regering Støre gaf de grootste partij, Ap, aan dat zij anders dan voor de provincie Viken niet voor het terugdraaien van de fusie was, maar dat als de bevolking zou aangeven toch terug te willen keren naar Hedmark en Oppland de partij daar open voor zou staan. Bij een internetreferendum  begin 2022 gaf een kleine meerderheid aan de fusie ongedaan te willen maken. Het bestuur van Innlandet besloot echter met een kleine meerderheid de fusie niet ongedaan te maken.

## Gemeenten
Bij de bestuurlijke herindeling van Noorwegen in 2020 werden niet alleen provincies opgeheven, maar ook een groot aantal gemeenten verdwenen. Voor Hedmark en Oppland gold echter dat alle gemeenten de herindeling ongeschonden overleefden. Wel werden twee, Jevnaker en Lunner, niet bij de nieuwe provincie ingedeeld, maar toegevoegd aan de nieuwe provincie Viken. Dat betekende dat Innlandet in 2020 46 gemeenten telde.
| 1. Alvdal 2. Dovre 3. Eidskog 4. Elverum 5. Engerdal 6. Etnedal 7. Folldal 8. Gausdal 9. Gjøvik 10. Gran 11. Grue 12. Hamar | 1. Kongsvinger 2. Lesja 3. Lillehammer 4. Lom 5. Løten 6. Nord-Aurdal 7. Nord-Fron 8. Nord-Odal 9. Nordre Land 10. Os 11. Rendalen 12. Ringebu | 1. Ringsaker 2. Sel 3. Skjåk 4. Stange 5. Stor-Elvdal 6. Søndre Land 7. Sør-Aurdal 8. Sør-Fron 9. Sør-Odal 10. Tolga 11. Trysil | 1. Tynset 2. Vang 3. Vestre Slidre 4. Vestre Toten 5. Våler 6. Vågå 7. Østre Toten 8. Øyer 9. Øystre Slidre 10. Åmot 11. Åsnes |